# Водна топка в България
Първият национален шампионат по водна топка в България е проведен през 1949 година, а българската федерация по водна топка се създава през 1965 година, като се отделя от българската федерация по плувни спортове. Първият председател на федерацията е Тодор Пондев.
Най-големите успехи на българската водна топка са двете участия на мъжкия национален отбор на олимпийските игри в Мюнхен през 1972 година и в Москва през 1980 година.
Освен това националният отбор за мъже е играл на три световни първенства – Белград 1973, Кали 1975 и Западен Берлин 1978, на две Световни купи – Белград 1979, Лос Анджелис 1981 и на 12 европейски първенства.

## Шампиони на България (мъже)
- 1949 ОРПС (Сф)
- 1950 Спартак (Сф)
- 1951 Ударник (Сф) преименуван на СЛАВИЯ
- 1952 ЦДНА (Сф)
- 1953 Ударник (Сф) преименуван на СЛАВИЯ
- 1954 Ударник (Сф) преименуван на СЛАВИЯ
- 1955 Септември (Сф)
- 1956 Септември (Сф)
- 1957 Септември (Сф)
- 1958 Септември (Сф)
- 1959 Спартак (Сф)
- 1960 Септември (Сф)
- 1961 ЦСКА Червено знаме
- 1962 ЦСКА Червено знаме
- 1963 ЦСКА Червено знаме
- 1964 ЦСКА Червено знаме
- 1965 ЦСКА Червено знаме
- 1966 ЦСКА Червено знаме
- 1967 Септември (Сф)
- 1968 Академик (Сф)
- 1969 ЦСКА Септемврийско знаме
- 1970 Академик (Сф)
- 1971 Академик (Сф)
- 1972 Академик (Сф)
- 1973 ЦСКА Септемврийско знаме
- 1974 ЦСКА Септемврийското знаме
- 1975 ЦСКА Септемврийското знаме
- 1976 ЦСКА Септемврийското знаме
- 1977 ЦСКА Септемврийското знаме
- 1978 Академик (СФ)
- 1979 ЦСКА Септемврийското знаме
- 1980 ЦСКА Септемврийското знаме
- 1981 ЦСКА Септемврийското знаме
- 1982 ЦСКА Септемврийското знаме
- 1983 ЦСКА Септемврийското знаме
- 1984 ЦСКА Септемврийското знаме
- 1985 ЦСКА Септемврийското знаме
- 1986 ЦСКА Септемврийско знаме
- 1987 Академик (Сф)
- 1988 ЦСКА Септемврийско знаме
- 1989 ЦСКА Септемврийско знаме
- 1990 Локомотив (Сф)
- 1991 Локомотив (Сф)
- 1992 КВТ ЦСКА (София)
- 1993 Локомотив (Сф)
- 1994 КВТ ЦСКА (София)
- 1995 КВТ ЦСКА (София)
- 1996 СЛАВИЯ (Сф)
- 1997 СЛАВИЯ (Сф)
- 1998 КВТ ЦСКА (София)
- 1999 КВТ ЦСКА (София)
- 2000 КВТ ЦСКА (София)
- 2001 КВТ ЦСКА (София)
- 2002 СЛАВИЯ (Сф)
- 2003 КВТ ЦСКА (София)
- 2004 Черно море (Вн)
- 2005 КВТ ЦСКА (София)
- 2006 КВТ ЦСКА (София)
- 2007 КВТ ЦСКА (София)
- 2008 Черно море (Вн)
- 2009 Вихрен (Сандански)
- 2010 Черно море (Вн)
- 2011 КВТ ЦСКА (София)
- 2012 КВТ ЦСКА (София)
- 2013 Локомотив Никола Нанов (Сф)
- 2014 КВТ ЦСКА (София)
- 2015 КВТ ЦСКА (София)
- 2016 Комодор
- 2017 Локомотив Никола Нанов (Сф)
- 2018 Локомотив Никола Нанов (Сф)
- 2019 Локомотив Никола Нанов (Сф)
- 2020 КПС Варна
- 2021 КВТ ЦСКА (София)
- 2022 КПС Варна
- 2023 КПС Варна
- 2024 Черно море (Вн)
- 2025 Черно море (Вн)[2]

## Шампиони на България (жени)
- 2005 Локомотив Никола Нанов (Сф)

...
- 2014 Ботев 2000 (Враца)
- 2015 Ботев 2000 (Враца)
- 2016 Ботев 2000 (Враца)
- 2017 Ботев 2000 (Враца)
- 2018 Ботев 2000 (Враца)
- 2019 Ботев 2000 (Враца)
- 2020 Локомотив Никола Нанов (Сф)
- 2021 Локомотив Никола Нанов (Сф)
- 2022 Локомотив Никола Нанов (Сф)
- 2023 Локомотив Никола Нанов (Сф)
- 2024 Локомотив Никола Нанов (Сф)
- 2025 Локомотив Никола Нанов (Сф)